# Élargissement de l'Agence spatiale européenne
L'élargissement de l'Agence spatiale européenne (ESA) à de nouveaux pays membres passe par une phase intermédiaire avec les pays parties prenantes de l'accord PECS (Plan for European Cooperating State). Les derniers pays ayant pleinement adhéré à l'ESA sont l'Estonie et la Hongrie, à la fin de l'année 2015 suivis par la Slovénie en 2025.
Les pays signataires de cet accord, ou d'un simple accord de coopération avec l'Agence spatiale européenne, ouvrant ainsi la voie à une potentielle adhésion future sont (chronologiquement) : la Turquie, l'Ukraine, la Lettonie, Chypre, la Slovaquie, la Lituanie, Israël et Malte. La Bulgarie est en phase de négociation d'un accord de Coopération.
Ces dernières années, l'essentiel des adhésions s'est fait parallèlement aux élargissements récents de l'Union européenne, en direction des pays de l'ancien bloc de l'Est.
Israël a fait part d'un intérêt pour une intégration à l'ESA, mais celle ci a été refusée par Johann-Dietrich Wörner car l'État juif ne fait pas partie du continent européen. Il a toutefois été proposé une coopération, voire un lien international pour le spatial.
Le Canada, bien que hors d'Europe, a depuis la création de l'agence spatiale un statut un peu à part en tant que membre associé. État coopérant à statut privilégié, il dispose d'une place au conseil de l'agence.

## États membres

Carte des États membres
États membres
États membres associés
États de l'UE avec un accord de coopération
États hors UE avec un accord de coopération

La composition actuelle de l'Agence spatiale européenne comprend 23 États membres et cinq membres associés :
|                                                          | Signature de la convention de l'ESA | Ratification de la convention de l'ESA | Programme national                                        |
| -------------------------------------------------------- | ----------------------------------- | -------------------------------------- | --------------------------------------------------------- |
| États membres fondateurs                                 |                                     |                                        |                                                           |
| Suède                                                    | 30 mai 1975                         | 6 avril 1976                           | SNSB                                                      |
| Suisse                                                   | 30 mai 1975                         | 19 novembre 1976                       | SSO                                                       |
| Allemagne                                                | 30 mai 1975                         | 26 juillet 1977                        | DLR                                                       |
| Danemark                                                 | 30 mai 1975                         | 15 septembre 1977                      | DNSC                                                      |
| Italie                                                   | 30 mai 1975                         | 20 février 1978                        | ASI                                                       |
| Royaume-Uni                                              | 30 mai 1975                         | 28 mars 1978                           | BNSC                                                      |
| Belgique                                                 | 30 mai 1975                         | 3 octobre 1978                         | IASB                                                      |
| Pays-Bas                                                 | 30 mai 1975                         | 6 février 1979                         | SRON                                                      |
| Espagne                                                  | 30 mai 1975                         | 7 février 1979                         | INTA                                                      |
| France                                                   | 30 mai 1975                         | 30 octobre 1980                        | CNES                                                      |
| Irlande                                                  | 31 décembre 1975                    | 10 décembre 1980                       | SI                                                        |
| États membres                                            |                                     |                                        |                                                           |
| Autriche                                                 | 12 avril 1984                       | 30 décembre 1986                       | ASA                                                       |
| Norvège                                                  | 12 décembre 1985                    | 30 décembre 1986                       | NSC                                                       |
| Finlande                                                 | 22 mars 1994                        | 1er janvier 1995                       | TEKES                                                     |
| Portugal                                                 | 4 octobre 2000                      | 14 novembre 2000                       | FCT                                                       |
| Grèce                                                    | 19 juillet 2004                     | 9 mars 2005                            | ISARS                                                     |
| Luxembourg                                               | 6 mai 2004                          | 30 juin 2005                           |                                                           |
| Tchéquie                                                 | 8 juillet 2008                      | 12 août 2008                           | OSC                                                       |
| Roumanie                                                 | 20 janvier 2011                     | 23 décembre 2011                       | ROSA                                                      |
| Pologne                                                  | 13 septembre 2012                   | 19 novembre 2012                       | CBK-PAN                                                   |
| Estonie                                                  | 4 février 2015                      | 1er septembre 2015                     | EAS                                                       |
| Hongrie                                                  | 24 février 2015                     | 4 novembre 2015                        | HSO                                                       |
| Slovénie                                                 | 5 juillet 2016                      | 1er janvier 2025                       | Ministre du Développement économique et de la Technologie |
| Membres associés                                         |                                     |                                        |                                                           |
| Canada                                                   | 9 décembre 1978                     | 1er janvier 1979                       | ASC                                                       |
| Lettonie                                                 | 30 juin 2020                        |                                        |                                                           |
| Lituanie                                                 | 28 avril 2021                       |                                        |                                                           |
| Slovaquie                                                | 13 octobre 2022                     |                                        |                                                           |
| Entrée en vigueur Convention de l'ESA : 30 octobre 1980. |                                     |                                        |                                                           |